# Jerry Hathcock
Pour les articles homonymes, voir Hathcock.
Jerry Hathcock ou Gerry Hathcock (3 avril 1911, Senath, Missouri - 8 mars 1997, Van Nuys, Californie) était un animateur américain ayant travaillé entre autres pour les studios Disney et United Productions of America (UPA).

## Biographie
Il est le père de Bob Hathcock, animateur et réalisateur.

## Filmographie
- 1937 : Rover's Rival
- 1941 : Le Camarade de Pluto
- 1945 : Pluto est de garde
- 1946 : Le Petit Frère de Pluto
- 1946 : Pluto au pays des tulipes
- 1946 : Pluto détective
- 1947 : Ça chauffe chez Pluto
- 1947 : Les Chiens de secours
- 1947 : Rendez-vous retardé
- 1947 : Pluto chanteur de charme
- 1948 : Mickey, Pluto et l'Autruche
- 1948 : Bone Bandit
- 1948 : Pluto et Figaro
- 1950 : Morris the Midget Moose
- 1953 : Peter Pan
- 1953 : Franklin et moi
- 1953 : Comment dormir en paix (How to Sleep)
- 1955 : La Belle et le Clochard
- 1956 : How to Have an Accident in the Home
- 1958 : Paul Bunyan
- 1959 : Donald au pays des mathémagiques
- 1958 : How to Have an Accident at Work
- 1960 : Mister Magoo, 26 épisodes
- 1961 : The Dick Tracy Show, 13 épisodes

- 1980 : Mickey Mouse Disco